# Joel Gretsch
Joel Gretsch, född 20 december 1963, i St. Cloud i Minnesota, är en amerikansk skådespelare känd bland annat för rollen som Tom Baldwin i The 4400.
Han har medverkat i avsnitt av Våra värsta år, Melrose Place, Saved by the Bell: The New Class, På heder och samvete, Silk Stalkings, CSI: Miami, NCIS och Law & Order: Criminal Intent.
Gretsch har även medverkat i filmer som The Legend of Bagger Vance (2000), Minority Report (2002) och The Emperor's Club (2002). 

## Privatliv
Joel Gretsch har sedan 1999 varit gift med Melanie Shatner, dotter till William Shatner. Paret har två döttrar.